# André Poppe
Pour les articles homonymes, voir Poppe.
André Poppe, né le 4 novembre 1943 à Saint-Nicolas dans la province de Flandre-Orientale en Belgique, est un coureur cycliste belge, professionnel de 1966 à 1972.

## Biographie
Lors de l'avant-dernière étape du Tour de France 1968, André Poppe prend part à une échappée au long cours, qui lui permet d'être leader virtuel de la course, au grand dam de Félix Lévitan, président de la FICP et patron de la compétition. Menaçant de supprimer toutes les primes, ce dernier enjoint au peloton de rouler sur les fugueurs et d'empêcher un coureur anonyme de s'emparer du maillot jaune à la veille de l'arrivée, ce qui fut fait,.

## Palmarès sur route
- 1965
  - 2e de l'Omloop der Vlaamse Gewesten
- 1966
  - 2e de la Course des chats
- 1967
  - 2e de la Coupe Sels
- 1968
  - 3ea étape du Tour de France (contre-la-montre par équipes)
- 1969
  - 7e du Tour de Lombardie
- 1970
  - 3e du Circuit de la vallée de la Senne
  - 4e de Paris-Luxembourg
- 1971
  - 6e du Tour de Suisse
  - 10e du Rund um den Henninger Turm
- 1972
  - 3e du Championnat de Zurich
  - 3e du championnat de Belgique interclubs

## Résultats sur les grands tours

### Tour de France
4 participations
- 1968 : 14e, vainqueur de la 3ea étape (contre-la-montre par équipes)
- 1969 : 33e
- 1970 : 54e
- 1972 : hors délais (7e étape)

### Tour d'Italie
2 participations
- 1971 : 68e
- 1972 : 40e

### Tour d'Espagne
1 participation
- 1970 : 19e

## Palmarès sur piste
- 1964
  - 3e du championnat de Belgique derrière derny amateurs
- 1965
  - 2e du championnat de Belgique derrière derny amateurs
  - 2e du championnat de Belgique du demi-fond amateurs
- 1972
  - 3e du championnat de Belgique derrière derny